# 互变异构体

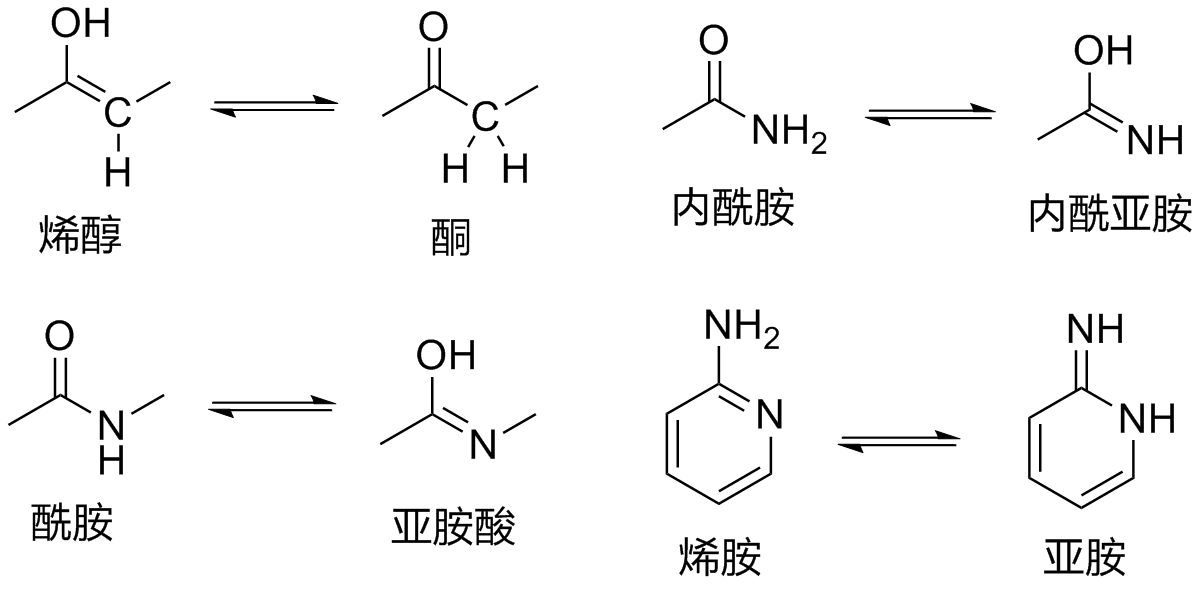
常见的互变异构范例

互变异构（tautomerization）或互变异构化，是某些有机化合物的结构以两种官能团同分异构体互相迅速变换而处于动态平衡的现象，属于同分异构体之间快速的可逆性互变现象；最常见的是移动氢原子，同时伴随着单键和相邻的双键的互相转化。
互变异构体（tautomer）是与互变异构相应的（同分）异构体；即，因分子中某一原子在两个位置迅速移动而产生的官能团异构体。
大多数互变异构都涉及氢原子或质子的转移，以及单键向双键的转变。互变异构体在平衡中的分布与具体的因素有关，包括温度、溶剂和pH值等。
互变异构可被以下因素催化：
- 碱——去质子化 → 生成离域的阴离子，如烯醇负离子 → 发生在相邻位置的质子化
- 酸——质子化 → 生成离域的阳离子 → 发生在相邻位置的去质子化

常见的互变异构包括：
- 酮 - 烯醇，例：丙酮。参见酮-烯醇互变异构。
- 酰胺 - 亚胺酸，例：腈水解反应。
- 内酰胺 - 内酰亚胺，杂环中的酰胺-亚胺酸互变异构，例：鸟嘌呤、胸腺嘧啶和胞嘧啶。
- 烯胺 - 亚胺
- 烯胺 - 烯胺，例：磷酸吡哆醛催化的酶反应。

- 质子转移互变异构（Prototropic tautomerism）可以看作酸碱反应的一种，涉及质子的转移。
  - 环内互变异构（Intra-annular tautomerism）是质子转移互变异构的一种，其中质子可以占杂环中的两个或多个位置，例如：1H-和3H-咪唑；1H-、2H-和4H-1,2,4-三唑；1H-和2H-异吲哚。
  - 环-链互变异构（Ring-chain tautomerism）也是质子转移互变异构的一种，还伴随有化合物链状结构与环状结构的转化，例如葡萄糖的醛式和吡喃式。
- 价互变异构（Valence tautomerism）涉及化合物成键电子的迅速重组，例如瞬烯以及某些杂环化合物中存在的链状-环状互变，如叠氮化物 - 四唑。价互变异构体与共振结构和内消旋化合物不同，涉及化合物的分子结构是不同的。